# Caeleb Dressel
Caeleb Remel Dressel (* 16. August 1996 in Green Cove Springs, Florida) ist ein US-amerikanischer Schwimmer. Er ist Spezialist für die kurzen Freistil- und Schmetterlingstrecken.

## Werdegang
Dressel gewann zwei Goldmedaillen bei den Olympischen Sommerspielen 2016 in Rio de Janeiro sowie sieben Goldmedaillen bei den Weltmeisterschaften 2017 in Budapest, sechs Goldmedaillen bei den Kurzbahnweltmeisterschaften 2018 in Hangzhou und weitere sechs Goldmedaillen bei den Weltmeisterschaften 2019 in Gwangju. Bei den Weltmeisterschaften 2019 verbesserte er über 100 m Schmetterling den Weltrekord von Michael Phelps aus dem Jahr 2009 um 32 Hundertstelsekunden. Außerdem hält er drei Weltrekorde auf der Kurzbahn und zwei weitere mit den US-Staffeln.
Im November 2020 stellte der 24-Jährige in Budapest beim Finale der International Swimming League mit 47,78 s über 100 m Delfin einen neuen Kurzbahn-Weltrekord auf und er unterbot am selben Tag auch seinen eigenen Weltrekord in 20,16 s über 50 m Freistil um 8 Hundertstelsekunden.
Seine große Stunde schlug 2021 bei den Olympischen Sommerspielen in Tokio. Hier gewann er insgesamt fünf Goldmedaillen und war somit der erfolgreichste Athlet der Spiele. Zudem verbesserte er seinen eigenen Weltrekord über 100 Meter Schmetterling auf 49,45 s.
Bei den Weltmeisterschaften 2022 sagte er nach zwei gewonnenen Titeln über 50 Meter Schmetterling und mit der 4-mal-100-Meter-Freistilstaffel weitere Starts ab. Nach monatelanger Trainings- und fast einem Jahr Wettkampfpause wegen psychischer Probleme konnte er sich nicht für die Weltmeisterschaften 2023 qualifizieren.
Bei den Olympischen Spielen 2024 in Paris wurde Dressel Olympiasieger mit der 4-mal-100-Meter-Freistilstaffel.

## Weltrekorde
Langbahn
100 m Schmetterling:
- 26.07.2019: 49,50 s
- 31.07.2021: 49,45 s

4 × 100 m Lagen:
- 01.08.2021: 3:26,78 min

4 × 100 m Freistil Mixed:
- 29.07.2017: 3:19,60 min
- 27.07.2019: 3:19,40 min (bis 24.06.2022)

4 × 100 m Lagen Mixed:
- 26.07.2017: 3:38,56 min (bis 31.07.2021)

Kurzbahn
50 m Freistil:
- 20.12.2019: 20,24 s
- 21.11.2020: 20,16 s

100 m Schmetterling:
- 21.11.2020: 47,78 s

100 m Lagen:
- 16.11.2020: 49,88 s
- 22.11.2020: 49,28 s

4 × 50 m Freistil:
- 14.12.2018: 1:21,80 min

4 × 100 m Freistil:
- 12.12.2018: 3:03,03 min (bis 13.12.2022)

4 × 50 m Freistil Mixed:
- 12.12.2022: 1:27,89 min (bis 16.12.2022)

4 × 50 m Lagen Mixed:
- 13.12.2018: 1:36,40 min (bis 07.11.2021)